# Izotillo
Izotillo är en ort i Mexiko.   Den ligger i kommunen Manlio Fabio Altamirano och delstaten Veracruz, i den sydöstra delen av landet, 300 km öster om huvudstaden Mexico City. Izotillo ligger 86 meter över havet och antalet invånare är 114.
Terrängen runt Izotillo är huvudsakligen platt. Izotillo ligger uppe på en höjd. Runt Izotillo är det ganska glesbefolkat, med 48 invånare per kvadratkilometer. Närmaste större samhälle är Las Amapolas, 17,5 km nordost om Izotillo. Omgivningarna runt Izotillo är en mosaik av jordbruksmark och naturlig växtlighet.